# Slanotrăn, Vidin
Slanotrăn (în bulgară Сланотрън, în română Stanotârn) este un sat în comuna Vidin, regiunea Vidin,  Bulgaria. Localitatea a fost locuită compact de românii din Timocul bulgăresc. 

## Demografie
Componența etnică a satului Slanotrăn
     Bulgari (88,99%)
     Nicio identificare (11%)
     Altele (0%)
La recensământul din 2011, populația satului Slanotrăn era de 509 locuitori. Din punct de vedere etnic, majoritatea locuitorilor (88,99%) erau bulgari. Pentru 11% din locuitori nu este cunoscută apartenența etnică.